# 埴生護国八幡宮

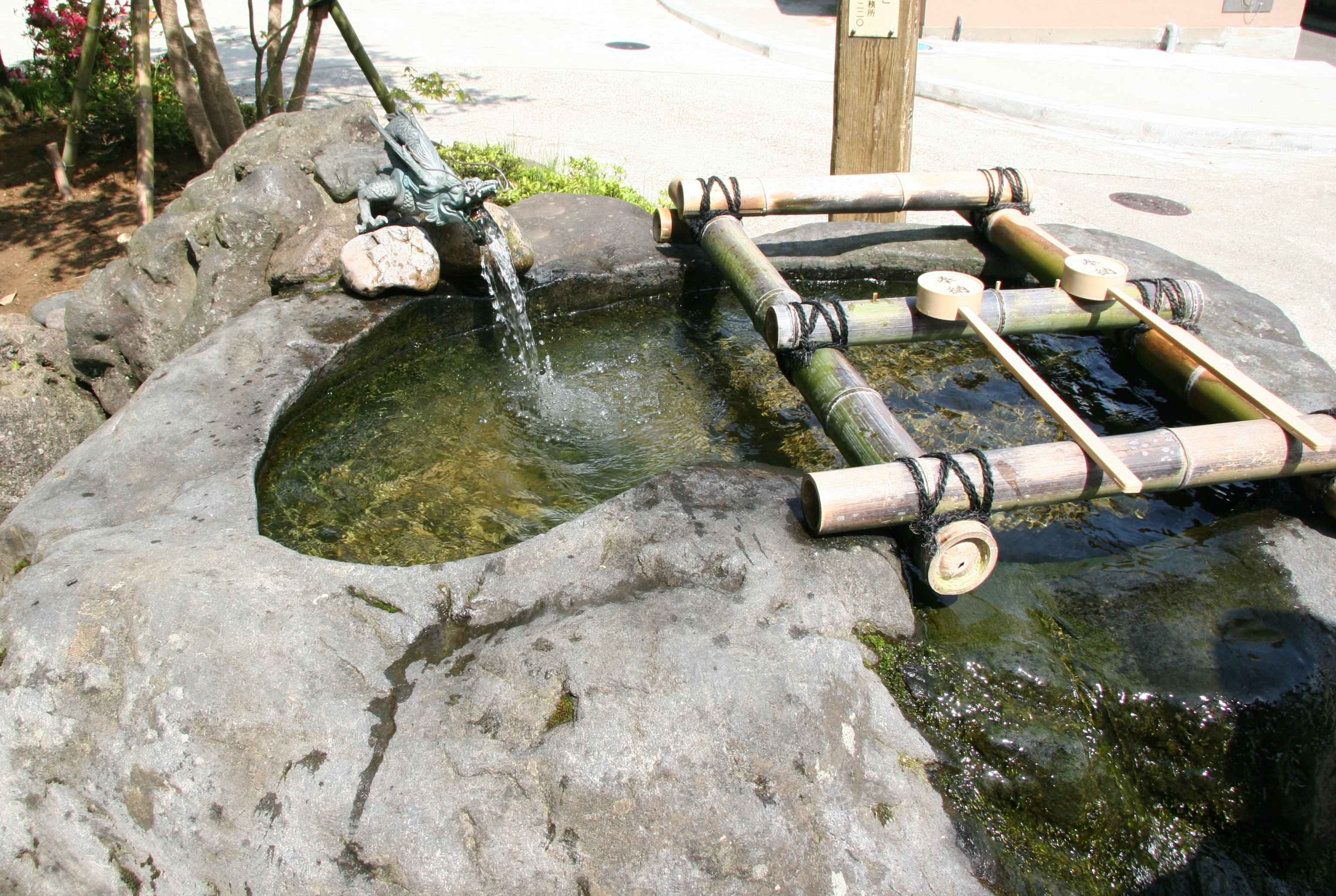
鳩清水

埴生護国八幡宮（はにゅう ごこく はちまんぐう）は、富山県小矢部市にある神社（八幡宮）。

## 歴史
創建の正確な年代は不明。伝承によれば養老2年（718年）創建という。 一方、『吾妻鏡』や『吉記』といった史料には「入道源三位卿（＝源頼政）の縁者」埴生弥太郎盛兼が、養和元年（1181年）に平家方に追い詰められ自害したとの記録がある。この記録から、摂津源氏の近親たる埴生氏によって山城国から越中国埴生に八幡軍が勧進されたのではないか、とする説がある。
『源平盛衰記』には寿永2年（1183年）5月、木曾義仲が倶利伽羅峠の戦いの戦勝を当社に祈願したことが見える。以来、武将の崇敬を受け、前田利長や佐々成政から社領を寄進された。義仲戦勝祈願書、武田信玄書状などを社宝とし、境内入口には、義仲の騎馬像と源氏軍が鳩の案内で得たという名水「鳩清水（はとしみず）」がある。また、蓮沼城主遊佐慶親の寄進による石段がある。
社殿は、国の重要文化財に指定されている。

## 文化財

### 重要文化財（国指定）
- 本殿 慶長5年（1600年）建立
- 釣殿 正保3年（1646年）建立
- 拝殿及び幣殿 正保3年（1646年）建立